# Icterus maculialatus
Corrupião-d'asa-barrada ou corrupião-listrado (Icterus maculialatus) é uma espécie de ave da família Icteridae.
Pode ser encontrada nos seguintes países: El Salvador, Guatemala, Honduras e México.
Os seus habitats naturais são: regiões subtropicais ou tropicais húmidas de alta altitude e florestas secundárias altamente degradadas.